# العلاقات البوليفية التركية
العلاقات البوليفية التركية هي العلاقات الثنائية التي تجمع بين بوليفيا وتركيا.

## مقارنة بين البلدين
هذه مقارنة عامة ومرجعية للدولتين:
| وجه المقارنة                                              | بوليفيا                                          | تركيا         |
| --------------------------------------------------------- | ------------------------------------------------ | ------------- |
| المساحة (كم2)                                             | 1.10 مليون                                       | 783.56 ألف    |
| عدد السكان (نسمة)                                         | 11.05 مليون                                      | 80.14 مليون   |
| الكثافة السكانية (ن./كم²)                                 | 10.05                                            | 102.28        |
| العاصمة                                                   | سوكري، لاباز                                     | أنقرة         |
| اللغة الرسمية                                             | اللغة الإسبانية، اللغة الأيمرية، كتشوا، غوارانية | اللغة التركية |
| العملة                                                    | بوليفاريو بوليفي                                 | ليرة تركية    |
| الناتج المحلي الإجمالي (بليون دولار)                      | 37.51 مليار                                      | 851.10 مليار  |
| الناتج المحلي الإجمالي (تعادل القوة الشرائية) بليون دولار | 74.58 مليار                                      | 1.57 تريليون  |
| الناتج المحلي الإجمالي الاسمي للفرد دولار أمريكي          | 3.08 ألف                                         | 9.12 ألف      |
| الناتج المحلي الإجمالي للفرد دولار أمريكي                 | 6.63 ألف                                         | 19.79 ألف     |
| مؤشر التنمية البشرية                                      | 0.662                                            | 0.761         |
| رمز المكالمات الدولي                                      | +591                                             | +90           |
| رمز الإنترنت                                              | .bo                                              | .tr           |
| المنطقة الزمنية                                           | 00                                               | ت ع م+03:00   |

## مدن متوأمة
في ما يلي قائمة باتفاقيات التوأمة بين مدن بوليفية وتركية:
- ترتبط سوكري مع إسطنبول باتفاقية توأمة.

## منظمات دولية مشتركة
يشترك البلدان في عضوية مجموعة من المنظمات الدولية، منها:
| علم المنظمة | اسم المنظمة                        | تاريخ انضمام بوليفيا | تاريخ انضمام تركيا |
| ----------- | ---------------------------------- | -------------------- | ------------------ |
|             | الاتحاد البريدي العالمي            | ?                    | ?                  |
|             | مؤسسة التنمية الدولية              | 21 يونيو 1961        | 22 ديسمبر 1960     |
|             | منظمة حظر الأسلحة الكيميائية       | ?                    | ?                  |
|             | منظمة التجارة العالمية             | 12 سبتمبر 1995       | 26 مارس 1995       |
|             | الأمم المتحدة                      | 14 نوفمبر 1945       | 24 أكتوبر 1945     |
|             | وكالة ضمان الاستثمار متعدد الأطراف | 3 أكتوبر 1991        | 3 يونيو 1988       |
|             | منظمة الشرطة الجنائية الدولية      | ?                    | ?                  |
|             | مؤسسة التمويل الدولية              | 20 يوليو 1956        | 19 ديسمبر 1956     |
|             | الاتحاد الدولي للاتصالات           | 1 يونيو 1907         | 1866               |
|             | البنك الدولي للإنشاء والتعمير      | 27 ديسمبر 1945       | 11 مارس 1947       |
|             | يونسكو                             | 13 نوفمبر 1946       | 4 نوفمبر 1946      |

## وصلات خارجية
- موقع وزارة الخارجية البوليفية
- موقع وزارة الخارجية التركية